# Franciscus Marcellus Amsfortius
Franciscus Marcellus Amsfortius (flor. 1559) var en hollandsk musiker der antagelig stammer fra Amersfoort i Holland; han nævnes første gang i 1557 som sangmester ved Christian III’s hof, hvor han forestod det kongelige kantori og havde at sørge for sangerdrengenes underhold og oplæring.
Efter tronskiftet 1559 vedblev han at stå i spidsen for kantoriet, til hvis forbedring der i hans tid blev truffet flere nyttige foranstaltninger. I 1563 blev han belønnet med et kanonikat i Roskilde. Ved hofmusikkens omordning efter tilendebringelsen af Den Nordiske Syvårskrig gik kapellets øverste ledelse over til Arnold de Fine, der 5. juni 1571 blev udnævnt til sangmester. Om Franciscus Marcellus herefter forlod Danmark eller er død her i landet, er ubekendt.